# Rothera
Rothera Research Station – brytyjska stacja polarna położona na Wyspie Adelajdy nad Zatoką Małgorzaty, zarządzana przez British Antarctic Survey (BAS). Rothera jest najważniejszym ośrodkiem Brytyjskiego Terytorium Antarktycznego, obszaru Antarktyki, który Wielka Brytania uznaje za swoje terytorium zamorskie.

## Położenie i dostęp
Stacja Rothera znajduje się w Rothera Point, po wschodniej stronie zatoki Ryder Bay (części Zatoki Małgorzaty), w południowo-wschodniej części Wyspy Adelajdy. Stacja ta stanowi centrum logistyczne dla brytyjskich działań w Antarktyce, posiada dobrze wyposażone laboratoria biologiczne i urządzenia pozwalające na prowadzenie badań w szerokim zakresie. Stacja znajduje się na cyplu skalnym na południowym krańcu lodowca Wormald Ice Piedmont. Stacja ma lotnisko pokryte tłuczniem o długości 900 m, z hangarem i magazynem paliwa oraz nabrzeże do wyładunku dostaw ze statków. Personel naukowy w okresie letnim dociera do stacji za pomocą statków lub samolotu Dash-7 przylatującego z Falklandów.

## Historia i działalność
Stacja Rothera została założona w 1975 roku, aby zastąpić stację Adelaide Island Station T, gdzie pogarszał się stan lądowiska. Od początku działania nowej stacji, aż do sezonu letniego 1991-92, samoloty Twin Otter używały lądowiska położonego 300 m ponad nią, na lodowcu Wormald Ice Piedmont. Uruchomienie żwirowej drogi startowej i hangaru zapewniło lepszą obsługę lotów i poprawiło dostęp do stacji dzięki umożliwieniu lotów spoza kontynentu.
Badania meteorologiczne są prowadzone przez cały rok, od początku działania stacji. Wykorzystywane są do tego regularnie balony i radary meteorologiczne. Badania terenowe intensyfikują się w miesiącach letnich, od listopada do marca. Obejmują obserwacje cofania się lodowców, pobieranie rdzeni lodowych i badania geologiczne.
W 1998 roku ze stacji wystrzelono 26 rakiet typu „Viper” przeznaczonych do badań wiatrów na dużych wysokościach. Osiągnęły one wysokość do 100 km.

## Budynki stacji

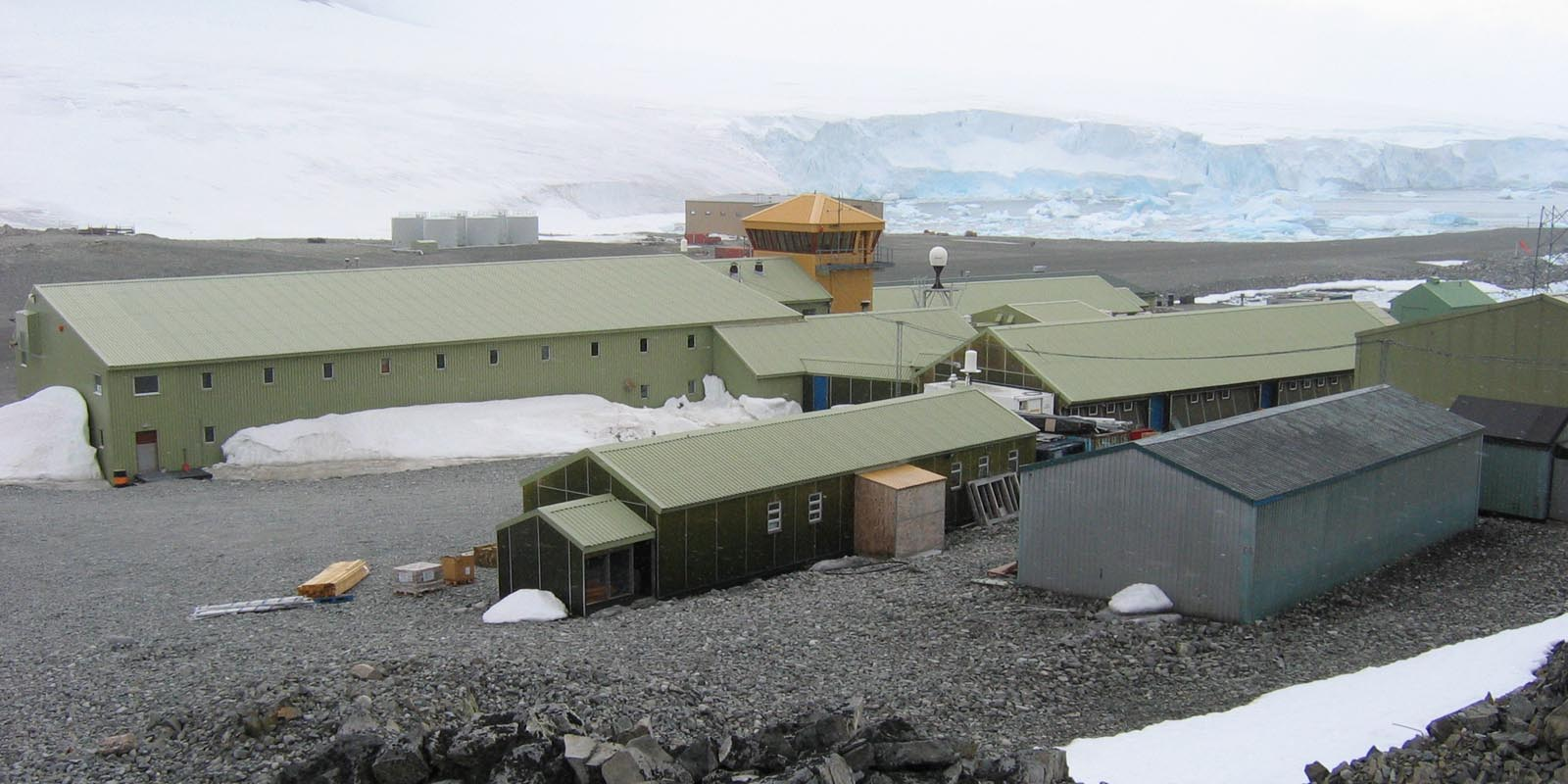
Bransfield House (z wieżą) i inne budynki stacji

Główny budynek stacji, Bransfield House, zawiera jadalnię, zaplecze socjalne i pomieszczenia rekreacyjne dla osób przebywających w stacji Rothera, a także biura i laboratoria fizyczne. Na jego północnym końcu znajduje się wieża kontroli lotów. Sypialnie znajdują się w innych budynkach: Admirals House (dwuosobowe z własną łazienką) i Giants House (czteroosobowe).

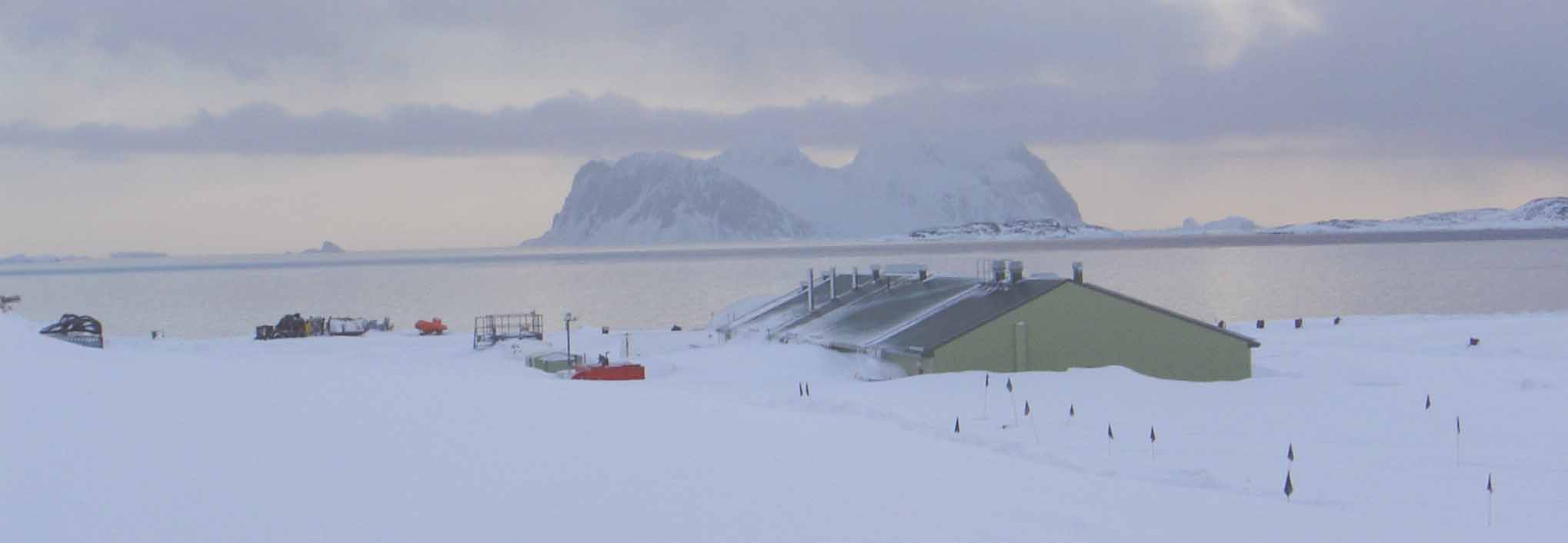
Nowy budynek Bonner Laboratory

Na południowym skraju stacji znajduje się laboratorium biologiczne, Bonner Laboratory, a także pawilon zawierający łodzie hybrydowe i nabrzeże (Biscoe Wharf), gdzie mogą cumować statki przewożące zaopatrzenie i pracowników. Otwarcie Bonner Laboratory w sezonie 1996-97 zapoczątkowało nowy etap w badaniach biologicznych na stacji. Nurkowie mogą obecnie prowadzić badania przez cały rok. Pierwszy Bonner Lab spłonął w zimie 2001 na skutek pożaru; został odbudowany w lecie 2002-03.
Od stycznia 2013 na terenie stacji znajduje się także holenderski budynek Dirck Gerritsz Laboratory, zawierający cztery laboratoria. Holandia nie posiada własnej stacji polarnej, ale od lat 90. XX wieku współpracuje z BAS. Patron laboratorium, Dirck Gerritszoon Pomp był XVI-wiecznym holenderskim żeglarzem, który odwiedził Daleki Wschód i mógł być pierwszym Europejczykiem, który widział Antarktydę.
Na zachód od lądowiska znajduje się hangar z miejscem na jeden samolot Dash-7 i trzy typu Twin Otter, oraz osłonięte zbiorniki na paliwo. Stacja Rothera posiada także warsztaty, trzy generatory firmy Cummins dostarczające prąd i system odsalania wody morskiej metodą odwróconej osmozy. Ścieki i szara woda są oczyszczane na miejscu i do oceanu trafia z powrotem czysta woda.